# 최원거리 천체 목록

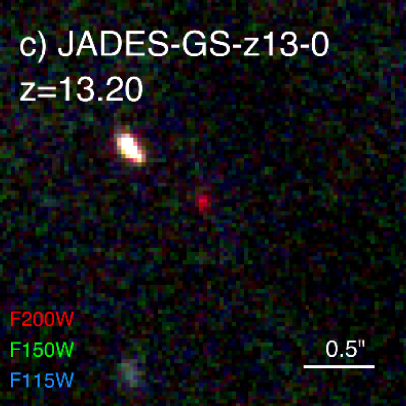
JADES-GS-z13-0은 한 원거리 은하이다.

이 문서에서는 지금까지 가장 멀리 있는 천체로 발견 및 확인된 천체들과 그 분류된 기간을 기재하고 있다.
아래에 나열된 천체들의 광행거리와 비교하기 위해 대폭발(빅뱅) 이후 우주의 나이는 현재 13.787±0.020Gyr로 추정된다.
가까운 은하에 있는 천체를 제외한 멀리 떨어진 천체 까지의 거리는 거의 항상 빛의 우주적 적색편이의 측정으로부터 추론한다. 본질적으로, 매우 먼 물체는 매우 희미한 경향이 있으므로 이러한 거리 측정은 어렵고 오류가 발생할 수 있다. 천체까지의 거리를 분광학적으로 결정할 지 아니면 측광학적 적색편이(photometric redshift) 기술을 사용하여 결정할지의 구분은 중요하다. 전자는 일반적으로 더 정확하고 더 신뢰할 수 있다. 특이한 스펙트럼을 가진 더 낮은 적색편이 광원과의 혼동으로 인해 측광 적색편이가 더 잘못되기 쉽다는 의미이다. 이러한 이유로 분광학적 적색편이는 일반적으로 물체의 거리가 확실히 알려진 것으로 하기 위하여 필요한 것으로 간주되는 반면에, 측광학적으로 결정된 적색편이에 의해서는 매우 먼거리 광원의 "후보"를 찾아낸다. 여기서는,이 구별은 측광학적 적색편이를 위해서 "p" 아래첨자로써 표시한다.
고유 거리는 은하가 고정된 시점에 얼마나 멀리 떨어져 있는지를 측정한다. 현재 우주론적 척도인자 값은 1을 가지므로 고유거리는 공변거리와 같다: {\displaystyle a(t_{0})=1}. 고유거리는 마치 시간의 흐름을 멈출 수 있는 것처럼 얻은 거리를 나타낸다  (프리드만-르메트르-로버트슨-워커 계량에서 {\displaystyle dt=0}로 설정), 계량 막대를 사용하면서 은하계까지 걸어간다고 가정한다. 실용적인 이유로, 고유거리는 은하가 빛을 방출하는 시점부터 관측자(지구에 있는)가 빛 신호를 수신하는 시점까지의 빛이 이동한 거리로서 (프리드만-르메트르-로버트슨-워커 계량에서 {\displaystyle ds=0}로 설정) 계산된다. 고유거리는 우주의 팽창, 즉 빛이 통과할 때 공간이 팽창하는 것을 고려하기 때문에 "광행거리"와 다르며, 그 결과 허블 구(Hubble sphere) 너머의 가장 먼 은하를 찾아내고 따라서 광속 c 보다 큰 후퇴 속도를 가진 수치를 산출한다.

## 분광학적으로 확인된 가장 먼 천체
| 이미지 | 명칭                                        | 적색편이 (z)            | 광행거리§ (Gly)                   | 고유거리 (Gly) | 유형                         | 노트 |
| --- | ------------------------------------------- | ----------------------- | --------------------------------- | -------------- | ---------------------------- | --- |
| | MoM-z14                                     |                         |                                   |                |                              | |
| | JADES-GS-z13-0                              | z = 13.20+0.04 −0.07    |                                   | 33.6           | 은하                         | 라이먼 브레이크 은하, JWST/근적외선 분광기로 라이먼 브레이크 탐지. 암흑물질성일 가능성.                                                                         |
| | UNCOVER-z13                                 | z = 13.079+0.014 −0.001 | 13.51                             | 32.56†         | 은하                         | 라이먼 브레이크 은하, JWST/근적외선 분광기로 라이먼 브레이크 탐지.                                                                                              |
| | JADES-GS-z12-0                              | z = 12.63+0.24 −0.08    | 13.556 / 13.576 / 13.454 / 13.453 | 32.34†         | 은하                         | 라이먼 브레이크 은하, JWST/근적외선 분광기로 라이먼 브레이크 탐지. 암흑물질성일 가능성.                                                                         |
| | UNCOVER-z12                                 | z = 12.393+0.004 −0.001 | 13.48                             | 32.21†         | 은하                         | 라이먼 브레이크 은하, JWST/근적외선 분광기로 라이먼 브레이크 탐지.                                                                                              |
| | GLASS-z12                                   | z = 12.117+0.01 −0.01   | 13.536 / 13.556 / 13.434 / 13.433 | 33.2           | 은하                         | JWST/근적외선 카메라로 발견된 라이먼 브레이크 은하. [O III] 방출의 ALMA의 탐지로 확인됨.                                                                        |
| | UDFj-39546284                               | z = 11.58+0.05 −0.05    | 13.512 / 13.532 / 13.410 / 13.409 | 31.77†         | 은하                         | 라이먼 브레이크 은하, JWST/근적외선 분광기로 라이먼 브레이크의 탐지. 암흑물질성일 가능성.                                                                       |
| | CEERS J141946.36+525632.8 (Maisie's Galaxy) | z = 11.44+0.09 −0.08    | 13.4                              | 31.69†         | 은하                         | JWST로 발견된 라이먼 브레이크 은하. |
| | CEERS2 588                                  | z = 11.04               | 13.45                             | 31.45†         | 은하                         | JWST로 발견된 라이먼 브레이크 은하. |
| | GN-z11                                      | z = 10.6034 ± 0.0013    | 13.481 / 13.501 / 13.380 / 13.379 | 31.18†         | 은하                         | 라이먼 브레이크 은하; HST가 5.5σ에서 탐지한 라이먼 브레이크. 그리고 켁/적외선 다중 분광기로 5.3σ에서 탄소 방출선의 탐지. 2023년 2월 JWST에 의한 결정적 적색편이 |
| | JADES-GS-z10-0 UDFj-39546284                | z = 10.38+0.07 −0.06    | 13.449 / 13.469 / 13.348 / 13.347 | 31.04†         | 은하                         | 라이먼 브레이크 은하, JWST/근적외선 분광기로 라이먼 브레이크의 탐지                                                                                             |
| | JD1                                         | z = 9.793±0.002         | 13.409 / 13.429 / 13.308 / 13.307 | 30.12†         | 은하                         | 라이먼 브레이크 은하, JWST/근적외선 분광기로 라이먼 브레이크의 탐지                                                                                             |
| | MACS1149-JD1                                | z = 9.1096±0.0006       | 13.361 / 13.381 / 13.261 / 13.260 | 30.37          | 은하                         | VLT로 수소 방출선 그리고 ALMA로 산소선의 탐지 |
| | EGSY8p7                                     | z = 8.683+0.001 −0.004  | 13.325 / 13.345 / 13.225 / 13.224 | 30.05          | 은하                         | 라이먼 알파 방출체; 그리고 켁/적외선 다중 분광기로 7.5σ 신뢰도로 라이먼 알파의 탐지                                                                             |
| | SMACS-4590                                  | z = 8.496               | 13.308 / 13.328 / 13.208 / 13.207 | 29.71†         | 은하                         | JWST/근적외선 분광기로 수소, 산소 및 네온 방출선 탐지 |
| | A2744 YD4                                   | z = 8.38                | 13.297 / 13.317 / 13.197 / 13.196 | 29.50†         | 은하                         | ALMA로 4.0σ 신뢰도로 감지된 라이먼 알파와 [O III] 방출 |
| | MACS0416 Y1                                 | z = 8.3118±0.0003       | 13.290 / 13.310 / 13.190 / 13.189 | 29.44†         | 은하                         | ALMA로 6.3σ 신뢰도로 감지된 라이먼 알파와 [O III] 방출 |
| | GRB 090423                                  | z = 8.23+0.06 −0.07     | 13.282 / 13.302 / 13.182 / 13.181 | 30             | 감마선 폭발                  | 탐지된 라이먼 알파 브레이크 |
| | RXJ2129-11002                               | z = 8.16±0.01           | 13.175                            | 29.31†         | 은하                         | JWST/근적외선 분광기 프리즘으로 탐지된 라이먼 알파 브레이크와 함께 [O III] 이중선, Hβ 및 [O II] 이중선                                                          |
| | RXJ2129-11022                               | z = 8.15±0.01           | 13.174                            | 29.30†         | 은하                         | JWST/근적외선 분광기 프리즘으로 탐지된 라이먼 알파 브레이크와 함께 [O III] 이중선, Hβ 및 [O II] 이중선                                                          |
| | EGS-zs8-1                                   | z = 7.7302±0.0006       | 13.228 / 13.248 / 13.129 / 13.128 | 29.5           | 은하                         | 라이먼 브레이크 은하 |
| | SMACS-6355                                  | z = 7.665               | 13.221 / 13.241 / 13.121 / 13.120 | 28.83          | 은하                         | JWST/근적외선 분광기로 수소, 산소 및 네론 방출선의 탐지 |
| | z7_GSD_3811                                 | z = 7.6637±0.0011       | 13.221 / 13.240 / 13.121 / 13.120 | 28.83†         | 은하                         | 라이먼 알파 방출체 |
| | SMACS-10612                                 | z = 7.658               | 13.221 / 13.241 / 13.120 / 13.119 | 28.83†         | 은하                         | JWST/근적외선 분광기로 수소, 산소 및 네론 방출선의 탐지> |
| | QSO J0313–1806                              | z = 7.6423±0.0013       | 13.218 / 13.238 / 13.119 / 13.118 | 30             | 퀘이사                       | 탐지된 라이먼 알파 브레이크 |
| | ULAS J1342+0928                             | z = 7.5413±0.0007       | 13.206 / 13.226 / 13.107 / 13.106 | 29.36          | 퀘이사                       | [C II] 방출로부터 추정된 적색편이 |
| | z8_GND_5296                                 | z = 7.51                | 13.202 / 13.222 / 13.103 / 13.102 | 30.01          | 은하                         | 라이먼 알파 방출체 |
| | A1689-zD1                                   | z = 7.5±0.2             | 13.201 / 13.221 / 13.102 / 13.101 | 30             | 은하                         | 라이먼 알파 방출체 |
| | GS2_1406                                    | z = 7.452±0.003         | 13.195 / 13.215 / 13.096 / 13.095 | 28.62†         | 은하                         | 라이먼 알파 방출체 |
| | GN-108036                                   | z = 7.213               | 13.164 / 13.184 / 13.065 / 13.064 | 29             | 은하                         | 라이먼 알파 방출체 |
| | SXDF-NB1006-2                               | z = 7.2120±0.0003       | 13.164 / 13.184 / 13.065 / 13.064 | 29             | 은하                         | 탐지된 [O III] 방출 |
| | BDF-3299                                    | z = 7.109±0.002         | 13.149 / 13.169 / 13.051 / 13.050 | 28.25          | 은하                         | 라이먼 브레이크 은하 |
| | ULAS J1120+0641                             | z = 7.085±0.003         | 13.146 / 13.166 / 13.048 / 13.047 | 29.85          | 퀘이사                       | Si III]+C III] 및 Mg II 방출선들로부터 추정된 적색편이 |
| | A1703 zD6                                   | z = 7.045±0.004         | 13.140 / 13.160 / 13.042 / 13.041 | 29             | 은하                         | 중력렌즈 현상의 라이먼 알파 방출체 |
| | BDF-521                                     | z = 7.008±0.002         | 13.135 / 13.155 / 13.037 / 13.036 | 28.43†         | 은하                         | 라이먼 알파 은하 |
| | G2_1408                                     | z = 6.972±0.002         | 13.130 / 13.150 / 13.032 / 13.030 | 28.10†         | 은하                         | 라이먼 알파 방출체 |
| | IOK-1                                       | z = 6.965               | 13.129 / 13.149 / 13.030 / 13.029 | 28.09†         | 은하                         | 라이먼 알파 방출체 |
| | LAE J095950.99+021219.1                     | z = 6.944               | 13.126 / 13.146 / 13.028 / 13.027 | 28.07†         | 은하                         | 라이먼 알파 방출체 |
| | SDF-46975                                   | z = 6.844               | 13.111 / 13.131 / 13.013 / 13.012 | 27.95†         | 은하 ....................... | 라이먼 알파 방출체 |
| | PSO J172.3556+18.7734                       | z = 6.823+0.003 −0.001  | 13.107 / 13.127 / 13.010 / 13.009 | 27.93†         | 퀘이사 (천체물리학적 제트)   | Mg II 방출로부터 추정된 적색편이 |
| § 표에 표시된 거리는 광행거리로, 물리적으로 직접적인 의미는 없다. 거리 측정 및 관측 가능한 우주에서 논의를 참조하라. † Wright (2006)를 사용하여 얻은 숫자 값: {\displaystyle H_{0}} = 70, {\displaystyle \Omega _{CM}} = 0.30, {\displaystyle \Omega _{DE}} = 0.70. |                                             |                         |                                   |                |                              | |

## 가장 먼 천체 후보
2022년 6월 제임스 웹 우주망원경(JWST)의 과학 작업이 시작된 이래, 적외선을 멀리까지 볼 수 있는 JWST의 능력 덕분에 허블 우주망원경(z = 11)으로 볼 수 있는 것보다 훨씬 더 먼 수많은 은하가 발견되었다.  2012년 이전에는 2002년 중반부터 2012년 12월 사이에 관측된 허블 익스트림 딥 필드(Hubble eXtreme Deep Field)(XDF) 프로젝트에서 발표한 측광학적 적색편이 추정치를 기반으로 z = 8 이상의 천체 약 50개와 z = 7의 후보 천체 100개가 있었다. 여기에 포함된 일부 천체는 분광학적으로 관측되었지만, 단지 한 방출선만이 잠정적으로 탐지되었으므로, 따라서 연구자들은 여전히 후보로 간주하고 있다.
| 명칭 | 적색편이 (z)                                             | 광행거리§ (Gly)                   | 유형                                 | 노트 |
| --- | -------------------------------------------------------- | --------------------------------- | ------------------------------------ | --- |
| F200DB-045 | zp = 20.4+0.3 −0.3 or 0.70+0.19 −0.55 or 0.40+0.15 −0.26 | 13.725 / 13.745 / 13.623 / 13.621 | 은하                                 | JWST에 의해 발견된 라이먼 브레이크 은하 노트: 한 연구에서 절차에 의해 제시된 은하의 적색편이 값은 다른 절차를 사용하는 다른 연구에서 제시된 값과 다를 수 있다.                                                                                 |
| F200DB-175 | zp = 16.2+0.3 −0.0                                       | 13.657 / 13.677 / 13.555 / 13.554 | 은하                                 | JWST에 의해 발견된 라이먼 브레이크 은하 |
| S5-z17-1 | z = 16.0089±0.0004 or 4.6108±0.0001                      | 13.653 / 13.673 / 13.551 / 13.550 | 은하                                 | JWST에 의해 발견된 라이먼 브레이크 은하; [C II] (z = 4.6108±0.0001) 또는 [O III] (z = 16.0089±0.0004) 중 하나에 기인한 것으로 추정되는 단일 방출선에 대한 잠정적 (5.1σ) ALMA 탐지. [C II] (z = 4.6108±0.0001) or [O III] (z = 16.0089±0.0004). |
| F150DB-041 | zp = 16.0+0.2 −0.2 or 3.70+0.02 −0.59                    | 13.653 / 13.673 / 13.551 / 13.549 | 은하                                 | JWST에 의해 발견된 라이먼 브레이크 은하 |
| SMACS-z16a | zp = 15.92+0.17 −0.15 or 2.96+0.73 −0.21                 | 13.651 / 13.671 / 13.549 / 13.548 | 은하                                 | JWST에 의해 발견된 라이먼 브레이크 은하 |
| F200DB-015 | zp = 15.8+3.4 −0.1                                       | 13.648 / 13.668 / 13.546 / 13.545 | 은하                                 | JWST에 의해 발견된 라이먼 브레이크 은하 |
| F200DB-181 | zp = 15.8+0.5 −0.3                                       | 13.648 / 13.668 / 13.546 / 13.545 | 은하                                 | JWST에 의해 발견된 라이먼 브레이크 은하 |
| F200DB-159 | zp = 15.8+4.0 −15.2                                      | 13.648 / 13.668 / 13.546 / 13.545 | 은하                                 | JWST에 의해 발견된 라이먼 브레이크 은하 |
| F200DB-086 | zp = 15.4+0.6 −14.6 or 3.53+10.28 −1.84                  | 13.639 / 13.659 / 13.537 / 13.536 | 은하                                 | JWST에 의해 발견된 라이먼 브레이크 은하 |
| SMACS-z16b | zp = 15.32+0.16 −0.13 or 15.39+0.18 −0.26                | 13.637 / 13.657 / 13.535 / 13.534 | 은하                                 | JWST에 의해 발견된 라이먼 브레이크 은하 |
| F150DB-048 | zp = 15.0+0.2 −0.8                                       | 13.629 / 13.649 / 13.527 / 13.526 | 은하                                 | JWST에 의해 발견된 라이먼 브레이크 은하 |
| F150DB-007 | zp = 14.6+0.4 −0.4                                       | 13.619 / 13.639 / 13.517 / 13.516 | 은하                                 | JWST에 의해 발견된 라이먼 브레이크 은하 |
| F150DB-004 | zp = 14.0+0.4 −2.0                                       | 13.602 / 13.622 / 13.500 / 13.499 | 은하                                 | JWST에 의해 발견된 라이먼 브레이크 은하 |
| F150DB-079 | zp = 13.8+0.5 −1.9                                       | 13.596 / 13.616 / 13.494 / 13.493 | 은하                                 | JWST에 의해 발견된 라이먼 브레이크 은하 |
| F150DA-007 | zp = 13.4+0.6 −2.0                                       | 13.583 / 13.603 / 13.481 / 13.480 | 은하                                 | JWST에 의해 발견된 라이먼 브레이크 은하 |
| F150DA-053 | zp = 13.4+0.3 −2.3                                       | 13.583 / 13.603 / 13.481 / 13.480 | 은하                                 | JWST에 의해 발견된 라이먼 브레이크 은하 |
| F150DA-050 | zp = 13.4+0.6 −10.0                                      | 13.583 / 13.603 / 13.481 / 13.480 | 은하                                 | JWST에 의해 발견된 라이먼 브레이크 은하 |
| F150DA-058 | zp = 13.4+0.6 −12.5 3.42+0.30 −0.20                      | 13.583 / 13.603 / 13.481 / 13.480 | 은하                                 | JWST에 의해 발견된 라이먼 브레이크 은하 |
| F150DA-038 | zp = 13.4+0.4 −13.2                                      | 13.583 / 13.603 / 13.481 / 13.480 | 은하                                 | JWST에 의해 발견된 라이먼 브레이크 은하 |
| HD1 | z = 13.27                                                | 13.579 / 13.599 / 13.477 / 13.476 | 은하                                 | 아직 분광학적으로 확인되지 않았다. 가장 먼 거리에서 확인된 은하 기네스 세계 기록 라이먼 브레이크 은하(5σ 신뢰도)에 이어 ALMA에서 [O III] 방출선 하나만 잠정적으로 탐지(4σ 신뢰도)                                                              |
| F150DA-010 | zp = 12.8+0.6 −1.5                                       | 13.562 / 13.582 / 13.460 / 13.459 | 은하                                 | JWST에 의해 발견된 라이먼 브레이크 은하 |
| S5-z12-1 | zp = 12.57+1.23 −0.46                                    | 13.553 / 13.573 / 13.452 / 13.451 | 은하                                 | JWST에 의해 발견된 라이먼 브레이크 은하 |
| CEERS-27535 4                                                                                                 | zp = 12.56+1.75 −0.27                                    | 13.553 / 13.573 / 13.452 / 13.451 | 은하                                 | JWST에 의해 발견된 라이먼 브레이크 은하 |
| SMACS-1566 | zp = 12.29+1.50 −0.44                                    | 13.542 / 13.562 / 13.441 / 13.440 | 은하                                 | JWST에 의해 발견된 라이먼 브레이크 은하 |
| SMACS-z12b (F150DA-077)                                                                                       | zp = 12.26+0.17 −0.16 or 13.4+0.4 −1.7                   | 13.541 / 13.561 / 13.440 / 13.439 | 은하                                 | JWST에 의해 발견된 라이먼 브레이크 은하 |
| SMACS-z12a | zp = 12.20+0.21 −0.12                                    | 13.539 / 13.559 / 13.437 / 13.436 | 은하                                 | JWST에 의해 발견된 라이먼 브레이크 은하 |
| CR2-z12-4 | zp = 12.08+2.11 −1.25                                    | 13.534 / 13.554 / 13.432 / 13.431 | 은하                                 | JWST에 의해 발견된 라이먼 브레이크 은하 |
| SMACS-10566                                                                                                   | zp = 12.03+0.57 −0.26                                    | 13.532 / 13.552 / 13.430 / 13.429 | 은하                                 | JWST에 의해 발견된 라이먼 브레이크 은하 |
| XDFH-2395446286                                                                                               | zp = 12.0+0.1 −0.2                                       | 13.530 / 13.550 / 13.429 / 13.428 | 은하                                 | JWST에 의해 발견된 라이먼 브레이크 은하 |
| CR2-z12-2 | zp = 11.96+1.44 −0.87                                    | 13.529 / 13.549 / 13.427 / 13.426 | 은하                                 | JWST에 의해 발견된 라이먼 브레이크 은하 |
| 9-BUSCAR | zp = 11.91+0.10 −0.22                                    | 13.527 / 13.547 / 13.425 / 13.424 | 은하                                 | JWST에 의해 발견된 라이먼 브레이크 은하 |
| SMACS-8347 | zp = 11.90+0.27 −0.39                                    | 13.526 / 13.546 / 13.425 / 13.424 | 은하                                 | JWST에 의해 발견된 라이먼 브레이크 은하 |
| CEERS-26409 4                                                                                                 | zp = 11.90+1.60 −0.70                                    | 13.526 / 13.546 / 13.425 / 13.424 | 은하                                 | JWST에 의해 발견된 라이먼 브레이크 은하 |
| F150DB-069 | zp = 11.8+1.7 −0.2                                       | 13.522 / 13.542 / 13.420 / 13.419 | 은하                                 | JWST에 의해 발견된 라이먼 브레이크 은하 |
| XDFH-2334046578                                                                                               | zp = 11.8+0.4 −0.5                                       | 13.522 / 13.542 / 13.420 / 13.419 | 은하                                 | JWST와 허블우주망원경에 의해 발견된 라이먼 브레이크 은하 |
| CR2-z12-3 | zp = 11.66+0.69 −0.71                                    | 13.515 / 13.535 / 13.414 / 13.413 | 은하                                 | JWST에 의해 발견된 라이먼 브레이크 은하 |
| CR2-z12-1 | zp = 11.63+0.51 −0.53                                    | 13.514 / 13.534 / 13.413 / 13.412 | 은하                                 | JWST에 의해 발견된 라이먼 브레이크 은하 |
| F150DB-088 | zp = 11.6+0.3 −0.2                                       | 13.513 / 13.533 / 13.411 / 13.410 | 은하                                 | JWST에 의해 발견된 라이먼 브레이크 은하 |
| F150DB-084 | zp = 11.6+0.4 −0.4                                       | 13.513 / 13.533 / 13.411 / 13.410 | 은하                                 | JWST에 의해 발견된 라이먼 브레이크 은하 |
| F150DB-044 | zp = 11.4+0.4 −11.3                                      | 13.503 / 13.523 / 13.402 / 13.401 | 은하                                 | JWST에 의해 발견된 라이먼 브레이크 은하 |
| XDFH-2404647339                                                                                               | zp = 11.4+0.4 −0.5                                       | 13.503 / 13.523 / 13.402 / 13.401 | 은하                                 | JWST와 허블우주망원경에 의해 발견된 라이먼 브레이크 은하 |
| F150DB-075 | zp = 11.4+0.4 −0.1 0.04+0.01 −0.01                       | 13.503 / 13.523 / 13.402 / 13.401 | 은하                                 | JWST에 의해 발견된 라이먼 브레이크 은하 |
| F150DA-062 | zp = 11.4+0.3 −0.3 1.78+0.20 −0.08                       | 13.503 / 13.523 / 13.402 / 13.401 | 은하                                 | JWST에 의해 발견된 라이먼 브레이크 은하 |
| CEERS-127682                                                                                                  | zp = 11.40+0.59 −0.51                                    | 13.503 / 13.523 / 13.402 / 13.401 | 은하                                 | JWST에 의해 발견된 라이먼 브레이크 은하 |
| CEERS-5268 2                                                                                                  | zp = 11.40+0.30 −1.11                                    | 13.503 / 13.523 / 13.402 / 13.401 | 은하                                 | JWST에 의해 발견된 라이먼 브레이크 은하 |
| F150DA-060 | zp = 11.4+0.6 −8.2                                       | 13.503 / 13.523 / 13.402 / 13.401 | 은하                                 | JWST에 의해 발견된 라이먼 브레이크 은하 |
| F150DA-031 | zp = 11.4+1.0 −8.2                                       | 13.503 / 13.523 / 13.402 / 13.401 | 은하                                 | JWST에 의해 발견된 라이먼 브레이크 은하 |
| F150DA-052 | zp = 11.4+0.8 −10.6                                      | 13.503 / 13.523 / 13.402 / 13.401 | 은하                                 | JWST에 의해 발견된 라이먼 브레이크 은하 |
| F150DB-054 | zp = 11.4+0.5 −10.8                                      | 13.503 / 13.523 / 13.402 / 13.401 | 은하                                 | JWST에 의해 발견된 라이먼 브레이크 은하 |
| SMACS-z11d | zp = 11.28±0.32 or 2.35+0.30 −0.67                       |                                   | 은하                                 | JWST에 의해 발견된 라이먼 브레이크 은하 |
| CEERS-77241                                                                                                   | zp = 11.27+0.39 −0.70                                    |                                   | 은하                                 | JWST에 의해 발견된 라이먼 브레이크 은하 |
| CEERS-6647 | zp = 11.27+0.58 −0.28                                    |                                   | 은하                                 | JWST에 의해 발견된 라이먼 브레이크 은하 |
| CEERS-622 4                                                                                                   | zp = 11.27+0.48 −0.60                                    |                                   | 은하                                 | JWST에 의해 발견된 라이먼 브레이크 은하 |
| SMACS-z11c | zp = 11.22±0.32 or 3.84+0.05 −0.04                       |                                   | 은하                                 | JWST에 의해 발견된 라이먼 브레이크 은하 |
| SMACS-z11b | zp = 11.22±0.56 or 6.94+0.07 −0.07                       |                                   | 은하                                 | JWST에 의해 발견된 라이먼 브레이크 은하 |
| F150DA-005 | zp = 11.2+0.4 −0.3                                       |                                   | 은하                                 | JWST에 의해 발견된 라이먼 브레이크 은하 |
| F150DA-020 | zp = 11.2+0.2 −7.9                                       |                                   | 은하                                 | JWST에 의해 발견된 라이먼 브레이크 은하 |
| CEERS-61486                                                                                                   | zp = 11.15+0.37 −0.35                                    |                                   | 은하                                 | JWST에 의해 발견된 라이먼 브레이크 은하 |
| SMACS-z11e (F150DA-081)                                                                                       | zp = 11.10+0.21 −0.34 or 13.4+0.6 −2.2                   |                                   | 은하                                 | JWST에 의해 발견된 라이먼 브레이크 은하 |
| SMACS-z11a | zp = 11.05+0.09 −0.08 or 1.73+0.18 −0.04                 |                                   | 은하                                 | JWST에 의해 발견된 라이먼 브레이크 은하 |
| CR3-z12-1 | zp = 11.05+2.24 −0.47                                    |                                   | 은하                                 | JWST에 의해 발견된 라이먼 브레이크 은하 |
| F150DA-026 | zp = 11.0+0.5 −0.3                                       |                                   | 은하                                 | JWST에 의해 발견된 라이먼 브레이크 은하 |
| F150DA-036 | zp = 11.0+0.4 −7.8                                       |                                   | 은하                                 | JWST에 의해 발견된 라이먼 브레이크 은하 |
| SMACS-z10e | zp = 10.89+0.16 −0.14 or 1.38+1.37 −0.24                 |                                   | 은하                                 | JWST에 의해 발견된 라이먼 브레이크 은하 |
| F150DB-040 | zp = 10.8+0.3 −0.2                                       |                                   | 은하                                 | JWST에 의해 발견된 라이먼 브레이크 은하 |
| EGS-14506 | zp = 10.71+0.34 −0.62                                    |                                   | 은하                                 | JWST에 의해 발견된 라이먼 브레이크 은하 |
| MACS0647-JD                                                                                                   | zp = 10.6±0.3                                            |                                   | 은하                                 | 한 은하단에 의해 세 이미지로 나타난 중력렌즈 현상; JWST와 허블우주망원경으로 발견됨. |
| GLASS-z10 (GLASS-1698)                                                                                        | z = 10.38                                                |                                   | 은하                                 | JWST에 의해 발견된 라이먼 브레이크 은하; [O III] 방출선 만의 잠적적 (4.4σ) ALMA 탐지 |
| EGS-7860 | zp = 10.11+0.60 −0.82                                    |                                   | 은하                                 | JWST에 의해 발견된 라이먼 브레이크 은하 |
| SPT0615-JD | zp = 9.9+0.8 −0.6                                        | 13.419                            | 은하                                 | [ 60 ] |
| A2744-JD | zp≅9.8                                                   | 13.412                            | 은하 ............................... | 은하가 확대되고 또한 세 다중 이미지로의 중력렌즈 현상. |
| MACS1149-JD1                                                                                                  | zp≅9.6                                                   | 13.398                            | 후보 은하 또는 원시은하              | [ 64 ] |
| GRB 090429B                                                                                                   | zp≅9.4                                                   | 13.383                            | 감마선 폭발                          | 이 경우 측광학적 적색편이는 불확실성이 상당히 크며, 적색편이의 하한은 z>7이다. |
| UDFy-33436598                                                                                                 | zp≅8.6                                                   | 13.317                            | 후보 은하 또는 원시은하              | [ 67 ] |
| UDFy-38135539                                                                                                 | zp≅8.6                                                   | 13.317                            | 후보 은하 또는 원시은하              | 2010년 이 광원에 z=8.55 의 분광학적 적색편이가 주장되었다. 그러나 이후 잘못된 것으로 밝혀졌다. |
| BoRG-58 | zp≅8                                                     | 13.258                            | 은하단 또는 원시은하단               | 원시은하단 후보 |
| § 표에 기재된 거리는 광행거리인데 직접적인 물리적 의의는 없다. 거리 측정 및 관측 가능한 우주에 대한 토론 참조 |                                                          |                                   |                                      | |

## 최원거리 천체의 유형별 목록
| 유형                                                 | 천체                        | 적색편이 (거리)          | 노트 |
| ---------------------------------------------------- | --------------------------- | ------------------------ | --- |
| 유형에 관계없이 모든 천체                            | JADES-GS-z13-0              | z = 13.20                | 2022년 12월 현재 분광학적으로 적색편이가 확인된 가장 먼 은하 이는 2022년 12월 9일 현재 진행 중인 웹 과학의 데이터로, 아직 동료 검토 과정을 거치지 않은 데이터이다. 광행거리는 약 136억 광년(현재 우리가 관측하는 빛이 약 136억 년 전에 지구를 떠난 이후 우주의 팽창으로 인해 지구로부터 약 336억 광년(103억 파섹)의 고유거리)으로 추정된다. |
| 은하 또는 원시은하                                   | JADES-GS-z13-0              | z = 13.20                | 2022년 12월 현재 분광학적으로 적색편이가 확인된 가장 먼 은하 이는 2022년 12월 9일 현재 진행 중인 웹 과학의 데이터로, 아직 동료 검토 과정을 거치지 않은 데이터이다. 광행거리는 약 136억 광년(현재 우리가 관측하는 빛이 약 136억 년 전에 지구를 떠난 이후 우주의 팽창으로 인해 지구로부터 약 336억 광년(103억 파섹)의 고유거리)으로 추정된다. |
| 은하단                                               | CL J1001+0220               | z ≅ 2.506                | 2016년 기준 |
| 초은하단                                             | Hyperion proto-supercluster | z = 2.45                 | 2018년 발견 당시 이 초은하단은 지금까지 발견된 초은하단 중 가장 빠르고 가장 큰 원시 초은하단이였다. |
| 원시은하단                                           | A2744z7p9OD                 | z = 7.88                 | 2023년 발견 당시 이 원시은하단은 지금까지 발견되어 분광학적으로 확인된 원시은하단 중 가장 멀리 떨어져 있다. |
| 퀘이사                                               | UHZ1                        | z ~ 10.0                 | [ 74 ] en:List of quasars 문서를 참고하십시오. |
| 블랙홀                                               | UHZ1                        | z ~ 10.0                 | [ 74 ] |
| 별 또는 원시별 또는 항성 이후의 시체 (사건으로 탐지) | Progenitor of GRB 090423    | z = 8.2                  | 참고로, GRB 090429B는 측광학적 적색편차 zp≅9.4, 따라서 GRB 090423보다 더 멀리 떨어져 있을 가능성이 높지만, 분광학적 확인이 부족하다. 지구에서 약 130억 광년 떨어진 거리로 추정됨 |
| 별 또는 원시별 또는 항성 이후의 시체 (사건으로 탐지) | WHL0137-LS (Earendel)       | z = 6.2 ± 0.1 (12.9 Gly) | 가장 멀리 떨어진 개별 별 발견 (2022년 3월) 이전 기록으로는 SDSS J1229+1122 및 MACS J1149 Lensed Star 1.이 있다. |
| 성단                                                 | The Sparkler                | z = 1.378 (13.9 Gly)     | SMACS J0723.3-7327에 중력 렌즈가 있는 구상성단이 있는 은하계. |
| 성단의 시스템                                        | The Sparkler                | z = 1.378 (13.9 Gly)     | SMACS J0723.3-7327에 중력 렌즈가 있는 구상성단이 있는 은하계. |
| 엑스레이 제트                                        | PJ352–15 quasar jet         | z = 5.831 (12.7 Gly)     | 이전 기록 보유체는 12.4Gl였다. |
| 마이크로퀘이사                                       | XMMU J004243.6+412519       | (2.5 Mly)                | 최초로 발견된 은하계 밖의 마이크로 퀘이사. |
| 유사 성운 천체                                       | Himiko                      | z = 6.595                | 아마도 초기 우주에서 가장 큰 천체 중 하나. |
| 자기장                                               | 9io9                        | z = 2.554 (11.1 Gly)     | ALMA로부터의 관측은 (중력)렌즈 효과의 은하 9io9에는 자기장이 포함하고 있음을 보여준다. |
| 행성 ...............................                 | SWEEPS-11 / SWEEPS-04       | (27,710 ly)              | - 마이크로렌즈 사건 PA-99-N2의 광도 곡선을 분석한 결과, 안드로메다 은하에서 별 궤도를 도는 행성이 존재한다는 사실이 밝혀졌다. - 논란이 되고 있는 이중 중력렌즈 효과의 Q0957+561의 로브(lobe) A의 마이크로렌즈 사건은 렌즈 효과의 은하에 적색편차 0.355(3.7Gly)에 놓인 한 행성이 있음을 시사한다.                                            |

| 유형                               | 사건                 | 적색편이       | 노트 |
| ---------------------------------- | -------------------- | -------------- | --- |
| 감마선 폭발                        | GRB 090423           | z = 8.2        | 참고로, GRB 090429B는 측광학적 적색편이 zp≅9.4, 따라서 GRB 090423보다 더 멀리 떨어져 있을 가능성이 높지만, 분광학적 확인이 부족하다. |
| 중심핵붕괴 초신성                  | SN 1000+0216         | z = 3.8993     | [ 94 ] en:List of most distant supernovae 문서를 참고하십시오.                                                                       |
| Ia형 초신성                        | SN UDS10Wil          | z = 1.914      | [ 95 ] en:List of supernovae 문서를 참고하십시오.                                                                                    |
| Ia형 초신성 ...................... | SN SCP-0401 (Mingus) | z = 1.71       | 2004년에 처음 관측되었지만, 2013년이 되어서야 Ia형 초신성으로 확인될 수 있었다.                                                      |
| 우주적 디커플링                    | 우주배경복사의 생성  | z~1000 to 1089 | [ 98 ] [ 99 ] |

## 최원거리 천체 기록 보유자의 연대표
이 목록의 천체는 거리를 결정하였을 때 가장 멀리 있는 천체로 확인되었다. 이것은 종종 천체의 발견 날짜와 동일하지 않다.
천체까지의 거리는 시차 측정, 세페이드 변광성 또는 Ia형 초신성과 같은 표준 참조의 사용 또는 적색편이 측정을 통해 결정할 수 있다. 분광학적 적색편이 측정이 선호되는 반면, 측광학적 적색편이 측정도 높은 적색편이 광원의 후보를 식별하기 위하여는 사용된다. 기호 z 는 적색편이를 나타낸다.
| 천체 | 유형                                 | 일자                  | 거리 (z = 적색편이)                                       | 주 |
| --- | ------------------------------------ | --------------------- | --------------------------------------------------------- | --- |
| JADES-GS-z13-0 | 은하                                 | 2022 - 현재           | z = 13.20                                                 | [ 8 ] |
| GN-z11 | 은하                                 | 2016 − 2022           | z = 11.09                                                 | [ 100 ] |
| EGSY8p7 | 은하                                 | 2015 − 2016           | z = 8.68                                                  | [ 100 ] [ 101 ] [ 102 ] [ 103 ] |
| Progenitor of GRB 090423 / Remnant of GRB 090423 | 감마선 폭발 조상 / 감마선 폭발 잔해  | 2009 − 2015           | z = 8.2                                                   | [ 26 ] [ 104 ] |
| IOK-1 | 은하                                 | 2006 − 2009           | z = 6.96                                                  | [ 104 ] [ 105 ] [ 106 ] [ 107 ] |
| SDF J132522.3+273520 | 은하                                 | 2005 − 2006           | z = 6.597                                                 | [ 107 ] [ 108 ] |
| SDF J132418.3+271455 | 은하                                 | 2003 − 2005           | z = 6.578                                                 | [ 108 ] [ 109 ] [ 110 ] [ 111 ] |
| HCM-6A | 은하                                 | 2002 − 2003           | z = 6.56                                                  | 이 은하는 은하단 Abell 370에 의해 렌즈화되었다. 이것은 적색편이 6을 초과하는 것으로 발견된 최초의 비퀘이사 은하이다. 이것은 퀘이사 SDSSp J103027.10+052455.0의 적색편이 z = 6.28을 초과하였다. |
| SDSS J1030+0524 (SDSSp J103027.10+052455.0) | 퀘이사                               | 2001 − 2002           | z = 6.28                                                  | [ 116 ] [ 117 ] [ 118 ] [ 119 ] [ 120 ] [ 121 ] |
| SDSS 1044-0125 J104433.04-012502.2) | 퀘이사                               | 2000 − 2001           | z = 5.82                                                  | [ 122 ] [ 123 ] [ 120 ] [ 121 ] [ 124 ] [ 125 ] [ 126 ] |
| SSA22-HCM1 | 은하                                 | 1999 − 2000           | z>=5.74                                                   | [ 127 ] [ 128 ] |
| HDF 4-473.0 | 은하                                 | 1998 − 1999           | z = 5.60                                                  | [ 128 ] |
| RD1 (0140+326 RD1) | 은하                                 | 1998                  | z = 5.34                                                  | [ 129 ] [ 130 ] [ 131 ] [ 128 ] [ 132 ] |
| CL 1358+62 G1 & CL 1358+62 G2 | 은하                                 | 1997 − 1998           | z = 4.92                                                  | 이들은 발견 당시 가장 멀리 떨어진 천체였다. 이 한 쌍의 은하는 은하단 CL1358+62(z = 0.33)에 의한 렌즈 현상에 의한 것으로 밝혀졌다. 우주에서 가장 멀리 떨어진 천체의 기록을 퀘이사가 아닌 천체가 세운 것은 1964년 이후 처음이었다. |
| PC 1247-3406 | 퀘이사                               | 1991 − 1997           | z = 4.897                                                 | [ 122 ] [ 136 ] [ 137 ] [ 138 ] [ 139 ] |
| PC 1158+4635 | 퀘이사                               | 1989 − 1991           | z = 4.73                                                  | [ 122 ] [ 139 ] [ 140 ] [ 141 ] [ 142 ] [ 143 ] |
| Q0051-279 | 퀘이사                               | 1987 − 1989           | z = 4.43                                                  | [ 144 ] [ 140 ] [ 143 ] [ 145 ] [ 146 ] [ 147 ] |
| Q0000-26 (QSO B0000-26) | 퀘이사                               | 1987                  | z = 4.11                                                  | [ 144 ] [ 140 ] [ 148 ] |
| PC 0910+5625 (QSO B0910+5625) | 퀘이사                               | 1987                  | z = 4.04                                                  | 이것은 4 이상의 적색편이를 가진 것으로 밝혀진 두번째 퀘이사이다. |
| Q0046–293 (QSO J0048-2903) | 퀘이사                               | 1987                  | z = 4.01                                                  | [ 144 ] [ 140 ] [ 149 ] [ 151 ] [ 152 ] |
| Q1208+1011 (QSO B1208+1011) | 퀘이사                               | 1986 − 1987           | z = 3.80                                                  | 이것은 중력 렌즈화된 이중 이미지 퀘이사로 발견 당시부터 1991년까지 이미지 사이 각도 간격으로 최소값인 0.45 초를 보유하고 있었다. |
| PKS 2000-330 (QSO J2003-3251, Q2000-330) | 퀘이사                               | 1982 − 1986           | z = 3.78                                                  | [ 149 ] [ 155 ] [ 156 ] |
| OQ172 (QSO B1442+101) | 퀘이사                               | 1974 − 1982           | z = 3.53                                                  | [ 157 ] [ 158 ] [ 159 ] |
| OH471 (QSO B0642+449) | 퀘이사                               | 1973 − 1974           | z = 3.408                                                 | 별명이 "우주의 끝을 표시하는 불꽃"(the blaze marking the edge of the universe)이었다. |
| 4C 05.34 | 퀘이사                               | 1970 − 1973           | z = 2.877                                                 | 그것의 적색편이는 이전 기록보다 훨씬 더 커서 잘못된 것으로 여겨졌다. |
| 5C 02.56 (7C 105517.75+495540.95) | 퀘이사                               | 1968 − 1970           | z = 2.399                                                 | [ 135 ] [ 165 ] [ 166 ] |
| 4C 25.05 (4C 25.5) | 퀘이사                               | 1968                  | z = 2.358                                                 | [ 135 ] [ 165 ] [ 167 ] |
| PKS 0237-23 (QSO B0237-2321) | 퀘이사                               | 1967 − 1968           | z = 2.225                                                 | [ 163 ] [ 167 ] [ 168 ] [ 169 ] [ 170 ] |
| 4C 12.39 (Q1116+12, PKS 1116+12) | 퀘이사                               | 1966 − 1967           | z = 2.1291                                                | [ 135 ] [ 170 ] [ 171 ] [ 172 ] |
| 4C 01.02 (Q0106+01, PKS 0106+1) | 퀘이사                               | 1965 − 1966           | z = 2.0990                                                | [ 135 ] [ 170 ] [ 171 ] [ 173 ] |
| 3C 9 | 퀘이사                               | 1965                  | z = 2.018                                                 | [ 170 ] [ 174 ] [ 175 ] [ 176 ] [ 177 ] [ 178 ] |
| 3C 147 | 퀘이사                               | 1964 − 1965           | z = 0.545                                                 | [ 179 ] [ 180 ] [ 181 ] [ 182 ] |
| 3C 295 | 전파은하                             | 1960 − 1964           | z = 0.461                                                 | [ 128 ] [ 135 ] [ 183 ] [ 184 ] [ 185 ] |
| LEDA 25177 (MCG+01-23-008) | 가장 밝은 은하단 은하                | 1951 − 1960           | z = 0.2 (V = 61000 km/s)                                  | 이 은하는 바닷뱀자리-센타우루스 초은하단(Hydra Supercluster)에 있다. 그것은 B1950.0 08h 55m 4s +03° 21′에 있으며 더 희미한 히드라 성단 Cl 0855+0321(ACO 732)의 BCG이다. |
| LEDA 51975 (MCG+05-34-069) | 가장 밝은 은하단 은하                | 1936 –                | z = 0.13 (V = 39000 km/s)                                 | B1950.0 14h 30m 6s+3° 46′ 겉보기등급 17.8의 타원형 은하로 Bootes Cluster (ACO 1930)의 가장 밝은 은하단은 1936년 밀턴 휴메이슨(Milton L. Humason)에 의해 40,000km/s의 후퇴 적색편이 속도를 갖는 것으로 밝혀졌다. |
| LEDA 20221 (MCG+06-16-021) | 가장 밝은 은하단 은하                | 1932 –                | z = 0.075 (V = 23000 km/s)                                | 이것은 쌍둥이자리 은하단 (ACO 568)의 BCG이며 B1950.0 07h 05m 0s} +35° 04′에 위치한다. |
| BCG of WMH Christie's Leo Cluster | 가장 밝은 은하단 은하                | 1931 − 1932           | z = (V = 19700 km/s)                                      | [ 193 ] [ 194 ] [ 195 ] [ 196 ] |
| BCG of Baede's Ursa Major Cluster | 가장 밝은 은하단 은하                | 1930 − 1931           | z = (V = 11700 km/s)                                      | [ 196 ] [ 197 ] |
| NGC 4860 | 은하                                 | 1929 − 1930           | z = 0.026 (V = 7800 km/s)                                 | [ 197 ] [ 198 ] [ 199 ] |
| NGC 7619 | 은하                                 | 1929                  | z = 0.012 (V = 3779 km/s)                                 | 적색편이 측정을 사용하여 NGC 7619가 측정 당시 가장 큰 값이었다. 발표 당시에 이는 거리에 대한 일반적인 지침으로 아직 받아들여지지 않았지만, 그해 말 에드윈 허블이 적색편이를 거리와 관련하여 설명한 후 추론된 거리로 널리 받아들여졌다. |
| NGC 584 (Dreyer nebula 584) | 은하                                 | 1921 − 1929           | z = 0.006 (V = 1800 km/s)                                 | 당시 성운은 아직 독립된 은하로 받아들여지지 않았다. 그러나 1923년에 은하는 일반적으로 우리은하 외부에 있는 것으로 인식되었다.> |
| M104 (NGC 4594) | 은하                                 | 1913 − 1921           | z = 0.004 (V = 1180 km/s)                                 | 이것은 적색편이가 결정된 두 번째 은하인데 첫 번째는 안드로메다로 이는 우리에게 접근하고 있으므로 거리를 추론하는 데 적색편이를 사용할 수 없다. 둘 다 베스토슬라이퍼(Vesto Melvin Slipher)에 의해 측정되었다. 이때 성운은 아직 독립 은하로 받아들여지지 않았다. NGC 4594는 원래 1000km/s로 측정되었다가 1916년에 1100으로, 그리고 1916년에 1180으로 개선되었다. |
| 아크투루스 (목동자리 알파) | 항성                                 | 1891 − 1910           | 160 ly (18 mas) (this is very inaccurate, true=37 ly)     | 이 숫자는 오류로 원래 1891년에 발표된 수치가 1910년에 40 광년(60 mas)로 수정되었다. 1891년부터 1910년까지 이 별은 시차가 가장 작은 것으로 알려진 별이며 따라서 거리가 가장 먼것으로 알려진 별이라고 여겨졌다. 1891년 이전에는 Arcturus가 127 mas의 시차를 갖는 것으로 기록되었다. |
| 카펠라 (마차부자리 알파,) | 항성                                 | 1849 -                | 72 ly (46 mas)                                            | [ 210 ] [ 211 ] [ 212 ] |
| 폴라리스 (작은곰자리 알파) | 항성                                 | 1847 - 1849           | 50 ly (80 mas) (this is very inaccurate, true=~375 ly)    | [ 213 ] [ 214 ] |
| 베가 (거문고자리 알파) | 항성 (이중성 짝의 부분)              | 1839 - 1847           | 7.77 pc (125 mas)                                         | [ 213 ] |
| 백조자리 61 | 쌍성 ............................... | 1838 − 1839           | 3.48 pc (313.6 mas)                                       | 이는 태양 이외에 그 거리가 측정된 최초의 항성이다. |
| 천왕성 | 태양계의 행성                        | 1781 − 1838           | 18 AU                                                     | 이것은 항성의 시차를 최초로 성공적으로 측정하기 전에 발견된 마지막 행성이었습니다. 별들이 행성들보다 훨씬 더 멀리 떨어져 있다는 것이 확인되었다. |
| 토성 | 태양계의 행성                        | 1619 − 1781           | 10 AU                                                     | 케플러의 제3법칙에 의하여 마침내 토성이 고전적 행성의 가장 바깥쪽에 있는 것으로 결정되었고 그 거리가 구하여졌다. 그것은 가장 긴 궤도 주기와 가장 느린 궤도 운동을 가졌기 때문에 이전에는 가장 바깥쪽에 있는 것으로 추측되었다. 항성들이 행성들보다 훨씬 더 멀리 떨어져 있다는 것이 확인되었다. |
| 화성 | 태양계의 행성                        | 1609 − 1619           | 2.6 AU when Mars is diametrically opposed to Earth        | 케플러는 그의 출판물 신천문학(Astronomia nova)에서 화성과 지구의 궤도를 특성을 정확하게 밝혔다. 항성은 행성보다 훨씬 더 멀리 떨어져 있다고 추측하였다. |
| 태양 | 항성                                 | 3rd century BC — 1609 | 380 Earth radii (very inaccurate, true=16000 Earth radii) | 사모스의 아리스타쿠스(Aristarchus of Samos)는 지구에서 달까지의 거리에 관련하여 지구에서 태양까지의 거리를 측정했다. 달까지의 거리는 지구 반지름으로 설명되었다(20, 역시 부정확함). 지구의 지름은 이전에 계산되었다. 당시에는 일부 행성이 더 멀리 떨어져 있다고 가정했지만 거리는 측정할 수 없었다. 케플러가 지구가 아닌 알려진 5개의 행성 중 태양으로부터의 거리를 결정할 때까지 행성의 순서는 추측이었다. 고정된 항성은 행성보다 훨씬 더 멀리 떨어져 있다고 추측되었다. |
| 달 | 행성의 위성                          | 3rd century BC        | 20 Earth radii (very inaccurate, true=64 Earth radii)     | 사모스의 아리스타르코스가 지구로부터 달까지의 거리를 측정하였다. 지구의 반지름은 이전에 계산되었다. |
| - z는 우주의 팽창에 의한 후퇴속도와 추정 거리를 나타내는 적색편이이다. - mas는 '각도'의 측정값을 나타내는 시차이고, 삼각측량법을 이용하여 천체까지의 거리를 결정할 수 있다. |                                      |                       |                                                           | |

## 발견 연도에 따른 최원거리 천체 목록
이 목록에는 거리 결정이 아니라 천체를 발견한 연도별로 가장 멀리 있는 천체의 목록이 포함되어 있다. 천체는 거리 측정 없이 발견되었을 수 있으며, 나중에 그 당시 알려진 것 중 가장 멀리 있는 것으로 밝혀졌다. 그러나 천체의 이름이 지정되거나 설명되어 있어야 한다. OJ 287과 같은 천체는 이미 1891년에 사진판을 사용하여 탐지되었음에도 불구하고 전파망원경이 출현할 때까지 무시되었다.
| 기록 연도                | 현대의 광행거리 (Mly) | 천체            | 유형             | 탐지된 방법                 | 최초 발견자(1)             |
| ------------------------ | --------------------- | --------------- | ---------------- | --------------------------- | -------------------------- |
| 964                      | 2.5                   | 안드로메다 은하 | 나선은하         | 맨눈                        | 압드 알라흐만 알수피       |
| 1654                     | 3                     | 삼각형자리 은하 | 나선은하         | 굴절 망원경                 | 조반니 바티스타 호디에르나 |
| 1779년                   | 68                    | 메시에 58       | 막대나선은하     | 굴절 망원경                 | 샤를 메시에                |
| 1785년                   | 76.4                  | NGC 584         | 은하             |                             | 윌리엄 허셜                |
| 1880년대                 | 206 ± 29              | NGC 1           | 나선은하         |                             | 드레이어, 허셜             |
| 1959년                   | 2,400                 | 3C 273          | 퀘이사           | 파크스 전파 망원경          | 마르턴 스밋, 베브 오케     |
| 1960년                   | 5,000                 | 3C 295          | 전파은하         | 팔로마 천문대               | 루돌프 민코프스키          |
| 테이블에서 누락된 데이터 |                       |                 |                  |                             |                            |
| 2009년                   | 13,000                | GRB 090423      | 감마선 폭발 선조 | 스위프트 감마선 버스트 미션 | H. 크림H. Krimm 등         |

## 같이 보기
- 우주의 나이
- 가장 큰 우주 구조 목록(List of largest cosmic structures)
- 극단적인 외계 행성 목록
- 천체 목록Lists of astronomical objects)
- 최원거리 항성 목록(List of most distant stars)